# Jesse James Keitel
Jesse James Keitel (* 23. Mai oder 26. Juni 1993 in Manorville, Suffolk County, New York) ist eine US-amerikanische Film- und Theaterschauspielerin, Autorin und Künstlerin.

## Leben
Keitel lernte Schauspiel an der Pace University in New York City, wo sie 2015 ihren Abschluss machte. Ihre Fernsehkarriere begann 2013 mit Rollen in Kurzfilmen und Gastauftritten in Fernsehserien. Daneben übernahm sie Theaterrollen, bspw. im Two River Theater in New Jersey. Unter dem Pseudonym Peroxide trat sie zudem als Mitglied des Drag-Ensembles Haus of Femanon auf. 2019 wurde sie für ihre Rollen in den beiden Kurzfilmen Like Glass und Miller & Son mehrfach ausgezeichnet. 2020 folgte eine Hauptrolle in der sechsteiligen Science-Fiction-Serie Forever Alone. Weitere Hauptrollen folgten ebenfalls 2020 in der von David E. Kelley erdachten Thriller-Drama-Serie Big Sky und 2022 in der Drama-Serie Queer As Folk.
Keitel identifizierte sich zunächst als nichtbinär und seit 2022 als Transfrau. Sie ist entfernt mit dem Schauspieler Harvey Keitel verwandt. Ihr Großvater ist dessen Cousin.

## Filmografie (Auswahl)
- 2013: Celebrity Ghost Stories (Fernsehserie, eine Folge)
- 2015: Anything Else (Kurzfilm)
- 2016: Jessica and David (Kurzfilm)
- 2016: Primetime: What Would You Do? (Fernsehserie, eine Folge)
- 2016: House of Dreams (Fernsehserie)
- 2016: Mic & Me (Kurzfilm)
- 2018: Alex Strangelove
- 2018: Younger (Fernsehserie, eine Folge)
- 2019: Like Glass (Kurzfilm)
- 2019: Miller & Son (Kurzfilm)
- 2019: Fluidity
- 2020: Map of Brooklyn (Miniserie)
- 2020: Forever Alone (Fernsehserie, 6 Folgen)
- 2020–2022: Big Sky (Fernsehserie, 25 Folgen)
- 2022: Queer As Folk (Fernsehserie, 8 Folgen)
- 2022: Star Trek: Strange New Worlds (Fernsehserie, eine Folge)

## Auszeichnungen und Nominierungen
|      | Ergebnis  | Kategorie                                             | Award                         |
| 2019 | Gewonnen  | Best Performance (Miller & Son)                       | Nevada City Film Festival, US |
| 2019 | Gewonnen  | Best Ensemble - Narrative Short (Like Glass)          | Queens World Film Festival    |
| 2019 | Gewonnen  | Best Actor - Narrative Short (Like Glass)             | Queens World Film Festival    |
| 2019 | Nominiert | Best Performance (Miller & Son)                       | Walla Walla Movie Crush       |
| 2022 | Nominiert | Bester TV-Gastdarsteller (Netzwerk / Kabel) (Big Sky) | Saturn Award                  |